# Michael Morgenstern (Fußballspieler, 2006)
Michael Morgenstern (* 25. Februar 2006) ist ein österreichischer Fußballspieler.

## Karriere
Morgenstern begann seine Karriere beim FC Lendorf. Im Juni 2021 gab er sein Debüt für die erste Mannschaft der Lendorfer in der Kärntner Liga. Bis zum Ende der Saison 2020/21 absolvierte er zwei Spiele in der vierthöchsten Spielklasse. In der Saison 2021/22 kam er zu 19 Einsätzen, in denen er ein Tor machte. In der Saison 2022/23 kam er lediglich in einem Spiel nicht zum Zug und absolvierte somit 31 Saisonspiele, in denen er viermal traf. In der Saison 2023/24 machte er bis zur Winterpause alle 16 Spiele und erzielte vier Tore.
Im Jänner 2024 wechselte Morgenstern zum Bundesligisten Wolfsberger AC, bei dem er einen bis Juni 2026 laufenden Vertrag erhielt. Sein Debüt in der Bundesliga gab er dann im Februar 2024, als er am 18. Spieltag der Saison 2023/24 gegen den SK Rapid Wien in der 72. Minute für Florian Rieder eingewechselt wurde. Für Wolfsberg kam er zu drei Bundesligaeinsätzen, ehe sein Vertrag im November 2024 wieder aufgelöst wurde. Im Anschluss daran kehrte Morgenstern nach Lendorf zurück.

## Persönliches
Morgenstern stammt aus einer Sportlerfamilie: Sein Vater Michael Morgenstern (* 1976) war ebenfalls Fußballspieler, sein Großvater Alois Morgenstern war Skirennläufer und trainierte später die Fußballer des FC Lendorf. Seine Onkel Martin Morgenstern (* 1982) und Christoph Morgenstern (* 1979) waren ebenfalls Fußballspieler, sein Cousin Sandro Morgenstern (* 2006) wurde ebenfalls Fußballer.